# The First Secret
"The First Secret" é o décimo terceiro episódio da segunda temporada da série de televisão Pretty Little Liars e o 35º no geral. O episódio serve como o especial de Halloween da temporada. O episódio foi escrito por I. Marlene King e dirigido por Dana W. Gonzales. Sua transmissão original, nos Estados Unidos, ocorreu em 19 de outubro de 2011 pela ABC Family. No Brasil, o episódio foi transmitido em 21 de outubro de 2012, no Boomerang.
No episódio, que acontece antes do primeiro episódio da trama, ou seja, antes do desaparecimento de Alison, as cinco amigas protagonistas são convidadas para a festa de Halloween de Noel Khan. Antes e durante a festa, alguns segredos da garotas são guardados por Alison, além do episódio também exibir as primeiras ameaças de "A" e o início da rivalidade entre Alison e Jenna.
"The First Secret" foi assistido por 2.47 milhões de telespectadores.

## Enredo
Em Rosewood, 28 de outubro de 2008, Alison (Sasha Pieterse) narra uma história sobre gêmeas loiras. Depois de brigarem por uma boneca, uma das gêmeas pega uma faca de uma gaveta e crava o objeto no coração da irmã. A câmera então mostra Alison contando a história para um garoto assustado que Hanna (Ashley Benson) está cuidando como babá. Hanna pede para Alison parar de contar a história, mas o garoto pede para ela continuar. Alison então conta que a gêmea louca da história estava internada até o dia anterior e que ela iria matar todas as crianças que pedissem doces ou travessuras no Halloween. Alison então loucamente enfia fundo a faca de açougueiro que ela estava segurando em uma abóbora que estava sobre a mesa de jantar da casa de Hanna.
As garotas caminham até a escola debatendo sobre suas fantasias e sobre Hanna vestir-se de Britney Spears. Alison torna-se mandona no que diz respeito à fantasia de Hanna e faz uma piada de mal gosto sobre seu peso. Emily (Shay Mitchell) então revela que seu namorado Ben quer que ela vá de policial sexy, enquanto ela quer ir de índia. Enquanto isso, Spencer (Troian Bellisario) está concentrada em seu telefone recebendo atualizações sobre a eleição escolar para presidente de classe. Noel Kahn (Brant Daugherty) então aparece dirigindo um conversível junto de seus amigos atletas para conversar com as garotas, especialmente com Alison. Enquanto olhando para Aria (Lucy Hale), Noel as convida para sua festa. Conforme Noel vai embora, Alison satiriza as outras garotas por estarem tão animadas para participar da festa.
Elas continuam andando e se deparam com uma degradada casa abandonada. Alguém é visto no andar de cima da casa por Emily, que rapidamente avisa as garotas, causando alvoroço. Aria comenta que ela sente algo ruim em relação ao lugar, como se algo já tivesse acontecido lá. Spencer relaciona o movimento suspeito na casa à tradição das crianças de invadirem o lugar e Alison continua indiferente em relação à situação. Quando elas se afastam, alguém abre a porta e uma van relacionada ao Sanatório Radley é vista, implicando que a história que Alison contou no início do enredo pode ter sido verdade.
Depois disso, Emily vai sozinha para casa. Ela vê Toby Cavanaugh (Keegan Allen) descarregando um caminhão de mudança. Ele está olhando para um globo de neve. Emily se aproxima dele e observa seu humor suave. Ele mostra-se chateado por seu pai ter se casado novamente e revela que a nova esposa está indo morar com sua filha (Jenna). Emily então pergunta como a garota é e Toby responde que ela consegue o que quer.
Na loja de fantasias, Noel assusta Alison, agarrando-a por trás e cobrindo a boca, enquanto usava uma máscara assustadora. Alison fica arrepiada, mas não chateada com o susto. Ela então avista a nova garota de Rosewood analisando uma fantasia — uma fantasia "Lady G". Alison então tenta persuadi-la a comprar outra fantasia, já que ela iria fantasiar-se de Lady Gaga no Halloween daquele ano. A nova garota evasivamente concorda em pensar em mudar sua decisão, mas volta a sua atenção para longe de Alison. Alison então afasta-se e revela seu nome. A garota responde dizendo que já sabia e que seu nome é Jenna. Elas sorriem uma pra outra verdadeira e agradavelmente, então Alison afasta-se com sua cesta de compras no braço. Ela recebe uma mensagem anônima dizendo "Estou te observando" de um número desconhecido. Nervosa, ela examina a loja para tentar achar quem enviou a mensagem, mas não vê nada de suspeito. Ela então vira-se e é assustada novamente por alguém usando uma fantasia assustadora, e Alison não tem uma reação tolerante, chamando a figura de "aberração" e saindo sem descobrir quem era a pessoa por trás.
Na sala de estar de Spencer, Alison flerta com Ian Thomas (Ryan Merriman) enquanto ele segura uma câmera. Ele filma Alison falando sobre sua avó que era modelo que vive na Geórgia. Após falar mais um pouco sobre como é fotogênica, Alison pega a câmera e começa a filmar Ian. Alison imediatamente desliga a câmera quando percebe Melissa (Torrey DeVitto) e Spencer descendo as escadas. Spencer e a irmã estão conversando sobre o discurso de Spencer para a presidência escolar.
Aria visita o escritório de Byron, seu pai, na Faculdade Hollis, esbarrando com Ezra (Ian Harding) no caminho. Ela começa a escrever uma nota para o pai, quando percebe uma aluna deitada no sofá, preguiçosamente lendo um livro. Aria não fica muito suspeita, embora ela ache o comportamento da garota um pouco estranho. Quando Byron retorna ao seu escritório, ele expressa sua surpresa ao ver Meredith lá, mas age friamente. Aria então atribui a presença de Meredith ao quanto seu pai é legal aos olhos dos alunos.
Na cena seguinte, Hanna está vestida com um pijama íntimo enquanto assiste a um filme de terror e come pipoca. Alguns eventos acontecem assim como acontecem no filme, e o telefone toca duas vezes. Na primeira chamada, Hanna atende e ninguém responde, já na segunda Alison pergunta se foi Hanna quem enviou a mensagem anônima para ela. Hanna ouve a campainha da casa soar e desliga a chamada. Ela encontra sua mãe junta de um policial na porta da frente. Em sequência, Hanna percebe que Ashley Marin (Laura Leighton) bebeu além da conta devido a separação com seu marido. Ashley também explica que sua situação financeira atual é difícil e então deita-se no sofá. Hanna põe um lençol sobre a mãe e tenta consolá-la dizendo que a nova namorada de seu pai é "muito feia".
No dia seguinte, Spencer tenta conseguir votos para sua eleição na lanchonete da escola. Enquanto isso, Aria e Emily estão sentadas numa mesa perto dos atletas, onde Ben está sentado com os amigos. Hanna então senta perto das garotas e conta que Ben anda espalhando um boato de que ele e Emily teriam feito sexo. Enfurecida, Aria resolve tentar mudar a situação, mas Emily a puxa pela blusa, fazendo-a sentar-se novamente. As garotas ficam indignadas por Emily não estar furiosa, mas então elas percebem que ela quer dizer algo. Quando elas sugerem que o boato seria uma verdade, Emily não nega. Então, Alison se junta a elas na mesa, enquanto uma nerd Mona (Janel Parrish) tenta fazer o mesmo. Alison pega as garotas ignorarem Mona, que rapidamente senta-se em outra mesa. Spencer então senta-se no momento em que contam à Alison da situação de Emily. Mais tarde, Alison e Aria estão comendo iogurte congelado. Enquanto elas caminhavam, Mona as chamou, sem sucesso, e foi ignorada novamente. Alison e Aria fogem da garota e encontram-se num corredor de arbustos e Alison percebe um carro estacionado, parecido com o carro do pai de Aria. As duas então veem Byron e Meredith beijando-se. Byron continua todo sorridente até que ele vê Aria. Horas depois, Alison está deitada em sua cama escrevendo algo em seu diário. Quando Lista de personagens de Pretty Little Liars#Jason_DiLaurentisJason (Drew Van Acker) entra sem bater na porta, ela imediatamente fecha o diário. Depois de pedir à Alison vinte dólares, com sucesso, Jason entrega a Alison um pacote que estava na varanda para ela. Ele olha com expectativa, esperando para ver o que está dentro, mas Alison não abre até ele sair do quarto. Dentro, Alison encontra uma boneca de estopa com um coração vermelho e um pino com uma nota dizendo: "É minha vez de te torturar." Ali lê a bilhete em voz alta. Ela, então, abre a grade do radiador para buscar a caixa de seus pertences escondidos. Ela torce a cabeça de sua própria boneca de porcelana e coloca a nota para dentro do pescoço. Enquanto isso, alguém está espiando sua casa.
Hanna entra na cozinha de sua casa com sua fantasia de Britney Spears enquanto sua mãe procura por emprego. De repente, o policial Wilden aparece novamente na casa para "checar" Ashley. Ashley leva-o para o lado, não querendo que Hanna ouvisse a conversa. Ele então flerta com Ashley, que avisa que ele possa ter mal entendido a situação passada. Ele ameaçadoramente avisa para ter cuidado lá fora.
Spencer está em sua sala de estar fazendo algo em sua máquina de costura quando Alison bate na porta. Alison então informa à Spencer que ela tem um amigo no comitê escolar e revela que ele disse que Spencer tem poucas chances de vencer. Alison tenta não ser muito dura, dizendo-lhe que irá estar por perto. Spencer fica cabisbaixa, com medo das reações de seus pais. Alison então usa a oportunidade para falar de Melissa, contando à Spencer que a irmã sempre tentava ofuscar Spencer dos olhos dos pais. Sua motivação para criar a rivalidade entre irmãs não é totalmente clara. Ela brinca com as agulhas e apunhala uma profundamente no suporte perto da máquina de costura enquanto ela fala. Ali se oferece para "consertar" a eleição para ela, e Spencer aceita. Naquela noite, Byron vai até o quarto de Aria para pedir desculpas e pede para a filha guardar segredo sobre seu caso com Meredith que, segundo ele, havia terminado.
No dia seguinte, Emily caminha com Alison para a escola. Emily então revela que nunca havia feito sexo com Ben e pede para Alison guardar segredo. Mais tarde naos corredores da escola, Alison esbarra com Lucas Gottesman (Brendan Robinson) e Lucas acidentalmente derrama um líquido na roupa de Alison. Ela o ameaça e pede para as garotas seguirem-na. Mona e Lucas trocam olhares e Lucas diz que Alison um dia vai ter o que merece. Em sequência, um anúncio sobre Spencer ser a nova presidente de classe é liberado na escola e alguns alunos correm para cumprimentar a garota, que olha suspeitosa para Alison, que dá uma piscadela para ela.
Na noite de Halloween, as garotas vestem suas fantasias no quarto de Spencer. Aria então chega e avisa que não vai para a festa de Noel; ela e Alison trocam olhares e Alison volta a se maquiar. Spencer então vê alguém espionando elas do jardim. As garotas correm para janela conforme a figura mascarada sai do quintal da casa. Depois, Spencer, Hanna e Emily vão atender a campainha, presumindo que fossa o entregador de pizza. Alison chama Aria para uma conversa e ameaça contar o segredo de Byron para sua mãe. Aria fica assustada e sai do quarto. Na festa, Noel aparece e dá apelidos para cada garota, exceto para Spencer, que ele não entende sua fantasia. Após, ele vai conversar com Jenna, que também está fantasiada da Lady Gaga, como Alison. As garotas ficam observando Jenna conversar com Noel enquanto Alison fica aborrecida. Quando "Just Dance", de Lady Gaga, começa a tocar as garotas começam a dançar e Mona vestida de Mulher-Gato aproxima-se de Alison e diz olá. Alison pergunta se elas se conhecem e Mona diz que em breve ela a conhecerá. Alison então aproxima-se de Jenna. Ela se oferece para fazer amizade com ela, fazendo, assim, a popularidade de Jenna em Rosewood crescer. No entanto, Jenna recusa a oferta e diz gostar de fazer seus próprios amigos. Quando Jenna afasta-se de Alison vitoriosamente, Mona diz que ela é a melhor Lady Gaga na festa e elas se apresentam, parecendo começar uma amizade.
Fora na varanda, uma emburrada Alison zelosamente chama Jenna de vagabunda e entrega Spencer as urnas de provas incriminatórias. Spencer queima o envelope sem olhar o que continha dentro e Alison diz que Spencer não conhece seus amigos, olhando sugestivamente para Aria e Hanna. Depois, Hanna e Aria seguem uma trilha que indica-se ser o caminho para as bebidas, mas elas são assustadas por alguém mascarado. Elas riem da situação e resolvem dar meia volta. Então Emily é vista dançando lentamente com Ben na pista de dança, enquanto observa Jenna dançar sozinha. Jenna percebe que Emily está observando seus movimentos e sorri. Emily sorri de volta, hesitante. Alison percebe o que está acontecendo e chega perto de Emily e faz uma alusão à sua orientação sexual escondida. Emily parece assustada, mas Alison diz que seu segredo está bem guardado. Algum tempo depois, Emily está sentado fora sozinho. Hanna se junta a ela, perguntando-se onde está Alison. As outras meninas se juntam, e eles recebem uma mensagem de texto que diz "Estou com problemas, venham sozinhas" de Alison, direcionando-as para o endereço da casa assustadora. Então, todos elas se apressam para lá.
Alguém numa fantasia assustadora já vista no quintal de Spencer está na casa e seguindo as garotas, mas elas não percebem sua presença. Elas encontram uma sala com uma casa de bonecas e outra com um terno em um cabide, dando impressão de que alguém estava lá. Depois de alguns sustos, as garotas encontram uma Alison assustada numa sala. Ela conta que foi agarrada por alguém na festa e levada para lá. Como nenhuma das garotas conseguem ligar para a polícia, Alison decide ir até o corredor para conseguir um sinal melhor para ligar. Elas trancam a porta e esperam. Então ouvem um grito de Alison e, pela brecha da chave, veem a garota brigando a figura assustadora. Emily tenta abrir a porta, mas ela fica presa do lado de fora. As garotas percebem que Alison fugiu e elas conseguem quebrar uma janela e fugir também. De volta na casa, as garotas encontram Alison sentada numa cadeira, segurando uma faca e parecendo completamente louca, mas ela diz que tudo foi uma farsa. Noel era o zumbi, o sangue era ketchup (que ela mesquinhamente oferece um pouco à Hanna), e ainda diz que as garotas "passaram no teste." Spencer foi a única que pôde expressar seus sentimentos traídos na brincadeira idiota de Alison, mas ela descaradamente contrapõe dizendo que ela agora sabe que pode contar com elas como suas amigas quando ela precisar.
De volta à festa, as garotas comentam que a festa agora parecia outra, com pessoas mais velhas. Aparentemente, o irmão mais velho de Noel e seus amigos resolveram participar da festa. Ian e Melissa são vistos com suas fantasias de Bonnie e Clyde. Alison aproxima-se de Ian para tentar conversar, mas Melissa rapidamente dá um beijo no namorado. Alison, aborrecida, foge e volta para suas amigas. Noel então aproxima-se de Alison pedindo desculpas, mas Alison o interrompe dizendo que ele foi perfeito; então Noel diz que não foi ele quem fez a brincadeira, já que ele passou a noite toda preso na festa. Alison fica assustada. De repente, alguém vestindo a mesma fantasia aproxima-se rapidamente dela e a chama de "vadia". Alison mostra-se ofendida e a pessoa fantasiada se afasta, revelando ser Lucas. Então, Alison recebe uma mensagem de texto anônima dizendo: "Morrendo para saber quem eu sou? Você vai descobrir. —A." Aria questiona sobre a mensagem e Alison diz ser um "segredo". A cena então revela várias outras pessoas usando máscaras idênticas e trajes iguais ao da pessoa que brigou com Alison na casa abandonada. Alguém a poucos passos de distância misteriosamente tira sua máscara, mas o rosto não é mostrado.

## Produção
"The First Secret" foi escrito por I. Marlene King e dirigido por Dana W. Gonzales. King revelou que a aparição de Ezra no episódio era para mostrar que ele e Aria já haviam se visto antes de terem tido um caso na série.

## Recepção

### Audiência
"The First Secret" foi assistido por 2.47 milhões de telespectadores.